# Lesbiennes en Inde
Pour des articles plus généraux, voir Minorités sexuelles et de genre en Inde et Lesbianisme.
Les lesbiennes en Inde ont commencé à s'organiser dans les années 1980, et à manifester à la suite des attaques nationalistes contre des cinémas à la sortie du film Fire en 1996. Elles ont peu de droits au sein du système juridique indien.

## Histoire
Dans les années 80, les journaux commencent à couvrir les vies lesbiennes en rapportant particulièrement les cas de suicides pour échapper à des mariages arrangés, ou les mariages entre femmes dans les zones rurales. Le sati est aussi un sujet de société majeur qui oppose féministes et nationalistes. En 1988, deux policières (Urmila Srivastava et Leela Namdeo) se marient et font l'objet d'un scandale.
Durant cette décennie, deux organisations lesbiennes se forment en Inde: Sakhi qui crée les archives lesbiennes du pays, et The Delhi Group, un groupe de discussion. Au départ, ces deux organisations rassemblent surtout des bourgeoises, puis la participation s'élargit. Elles rentrent en contact avec des groupes lesbiens de la diaspora comme Sakhi à Londres ou Trikone (en) aux États-Unis, et elles forment des liens privilégiés avec les organisations féministes indiennes. À travers ses réseaux, de nombreuses lesbiennes commencent à s'écrire des lettres, puis elles organisent des réunions en présentiel afin de se rencontrer et de créer des espaces qui leur appartiennent.
En 1996, la sortie du film Fire, réalisé par Deepa Mehta, est remarquée par les nationalistes hindous qui commettent plusieurs attaques contre des cinémas. Ils accusent les lesbiennes d'être le produit d'une influence occidentale et de menacer le patriarcat traditionnel. Une grande coalition pour les droits des lesbiennes se forme alors, donnant naissance à la Campaign for Lesbian Rights (CALERI) qui fait des actions pendant trois mois puis continue d'exister en tant que plate-forme de coordination. Fire est une histoire d'amour entre deux femmes hindoues, et son impact politique est lié au fait qu'il montre que les hindoues lesbiennes existent. En 1999, la première anthologie de littérature lesbienne, intitulée Facing the Mirror, est publiée.
En 2011 dans un village du district de South 24 Parganas, Bobby Saha et Puja Mondal, deux adolescentes de 19 et 17 ans, se suicident ensemble en buvant du poison. Les informations sur cette affaire suggèrent qu'elles se sont donné la mort par désespoir de ne pas pouvoir vivre leur amour dans leur vie adulte.

## Droit
Selon Dyuti Ailawadi, le droit colonial britannique a contribué à criminaliser le lesbianisme non seulement à travers l'article 377 du code pénal indien, mais aussi par le biais de la fixation des statuts personnels hindous et musulmans entrepris par l'administration colonial. En effet, selon Ailawadi, les fonctionnaires britanniques ont considérablement influencé le contenu des statuts en y inscrivant leurs idées sur la sexualité, typiques de l'ère victorienne et niant l'existence des femmes lesbiennes.

## Culture
En 2017, Rhea Desae publie Rainbow In A Brown World, un court-métrage animé sur ce que signifie être lesbienne en Inde.